# سیارک ۲۴۰۵۱
سیارک ۲۴۰۵۱ (به انگلیسی: 24051 Hadinger، نامگذاری:1999TW28) بیست و چهار هزار و پنجاه و یکمین سیارک کشف شده‌است که در ۴ اکتبر ۱۹۹۹ کشف شد.
قدر مطلق سیارک برابر ۹.۸ است.